# Eden Phillpotts
Eden Phillpotts, (Rajastán, India, 4 de noviembre de 1862 - 29 de diciembre de 1960) fue un escritor, poeta y dramaturgo inglés.

## Biografía
Eden Phillpotts nació en Mount Abu, (Rajastán, India) el 4 de noviembre. Su padre, el capitán Henry Phillpotts lo envió a Inglaterra en 1867. Fue educado en la Mannamead School de Plymouth (Devon) y trabajó en una compañía de seguros (Sun Insurance Company) durante 10 años. Durante ese tiempo escribía por las noches y logró finalmente convertirse en un escritor. Se casó en 1892.
Muchas de sus obras se inspiraron en los páramos de Dartmoor (Devon). Su ciclo de Dartmoor consta de 18 novelas y dos volúmenes de cuentos que aún tienen muchos lectores, a pesar de que muchos de ellos están agotados.
Fue un autor muy prolífico y escribió 250 libros entre novelas, obras de teatro y poemas. Algunas aparecieron con el seudónimo de Harrington Hext. Él mismo dijo en una ocasión “según los indiscretos catálogos del Museo Británico, soy autor de ciento cuarenta y nueve libros. Estoy arrepentido, resignado y maravillado".
Fue admirado por Jorge Luis Borges, que publicó la novela Los rojos Redmayne en su colección Biblioteca Personal. También promovió la publicación de la novela El señor Digweed y el señor Lumb. traducida por su madre, en la colección El Séptimo Círculo, que dirigía el mismo Borges con su amigo Adolfo Bioy Casares.
Se declaró agnóstico y perteneció a la Asociación racionalista. Murió el 29 de diciembre de 1960, a los 98 años de edad.

## Obras
Jorge Luis Borges, en el prólogo a Los rojos Redmayne, destaca las siguientes obras:
Novelas de Dartmoor:
- El jurado.
- Hijos de la mañana.
- Hijos de los hombres.

Novelas históricas:
- Evandro.
- Los tesoros de Tifón.
- El dragón heliotropo.
- Amigos de la luna.

Novelas policiacas:
- El señor Digweed y el señor Lumb.
- Los rojos Redmayne.
- Lo tiene en la sangre.
- Médico, cúrate a ti mismo
- La pieza gris.

Poesía:
- Ciento un sonetos.
- Una fuente de manzanas.